# Morjärv
Morjärv ist ein Ort (Småort) in der schwedischen Provinz Norrbottens län, in der historischen Provinz (landskap) Norrbotten.

## Lage
Morjärv gehört zur Gemeinde Kalix und innerhalb dieser seit 1. Januar 2016 zum Distrikt Töre, benannt nach dem Kirchspiel (socken) mit Sitz im knapp 20 km südlich gelegenen Töre. Der Ort liegt etwa 60 km Luftlinie nordöstlich der Provinzhauptstadt Luleå und 30 km nordwestlich von Kalix. Er befindet sich am rechten Ufer des Flusses Kalixälven, der dort die Seen Morjärvträsket und Kamlungträsket durchfließt und beim Ort den Höhenunterschied vom zwei Meter zwischen den Seen mit der Stromschnelle Forsbodforsen überwindet.
Der schwedische Ortsname ist von der tornedalfinnischen Namensform Morajärvi abgeleitet, was etwa ‚Kiessee‘ bedeutet.

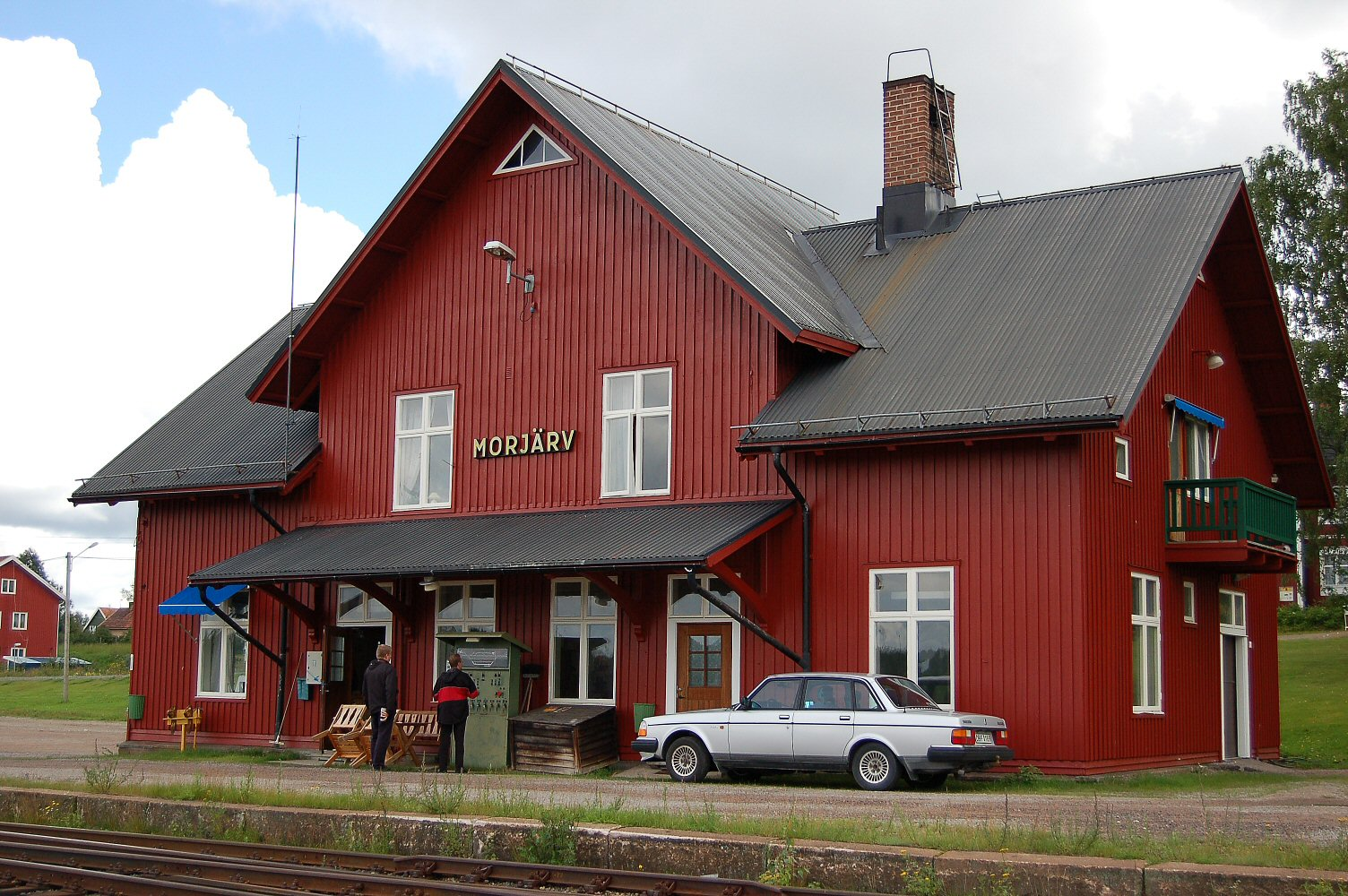
Bahnhof Morjärv
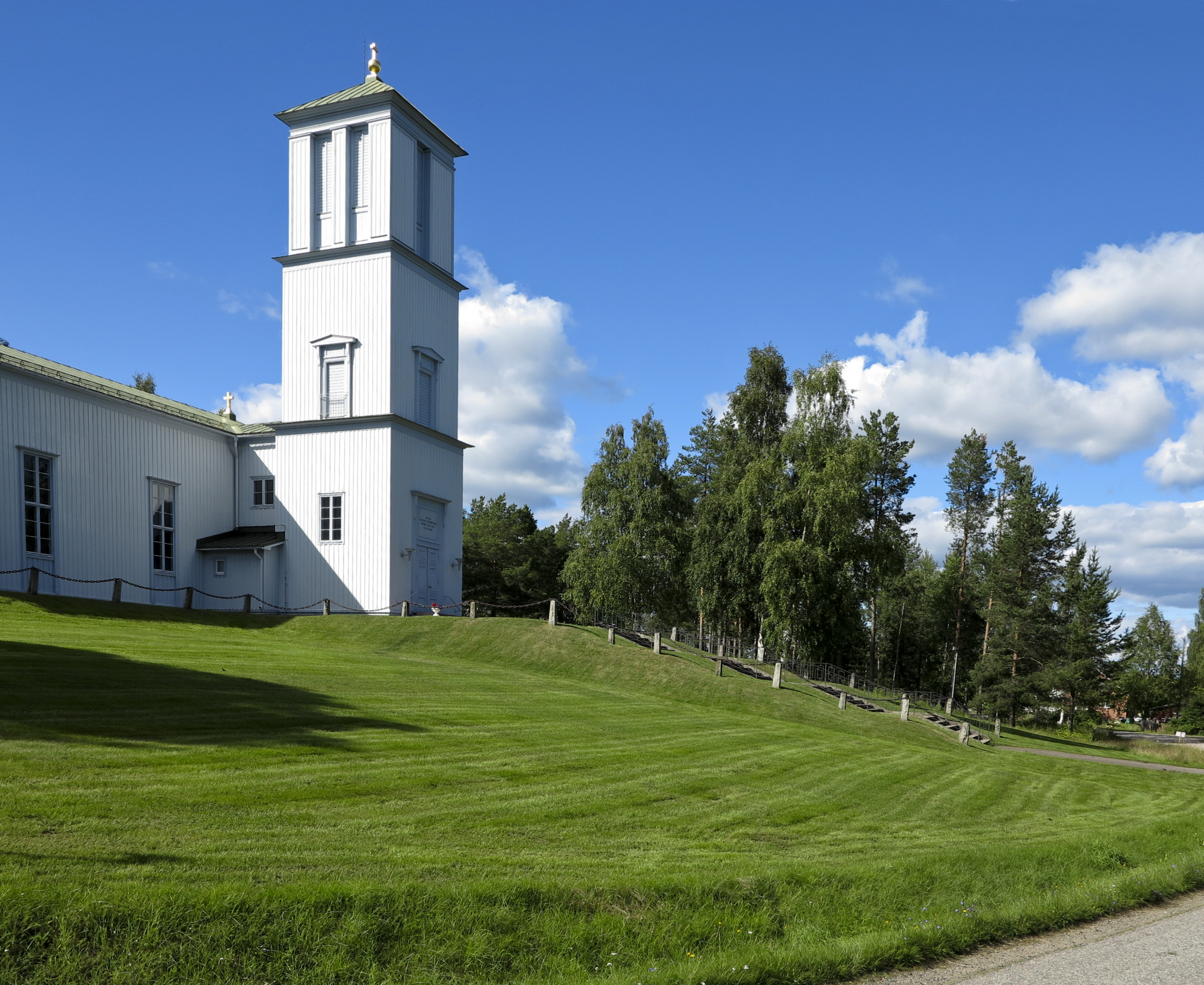
Kirche von Morjärv

## Verkehr
Durch den Ort verläuft die Europastraße 10 von Luleå über Gällivare und Kiruna nach Norwegen (Narvik – Å). In westlicher Richtung zweigt die Provinzstraße Länsväg 356 über Niemisel nach Boden ab.
In Morjärv befindet sich ein Bahnhof an der Bahnstrecke Boden–Haparanda (Haparandabanen), deren Bau Anfang des 20. Jahrhunderts einen entscheidenden Impuls zur Entwicklung des Ortes darstellte. Seit 1961 zweigte dort eine Nebenstrecke nach Kalix und Karlsborg ab, die in die 2012 eröffnete neue Trasse der Bahnstrecke nach Haparanda integriert wurde; die ursprüngliche Strecke ab Morjärv über Karungi wurde in Folge stillgelegt. Der Ort selbst verlor seit den 1950er-Jahren (656 Einwohner 1960) über zwei Drittel seiner Bevölkerung. 2015 sank die Einwohnerzahl unter 200, sodass Morjärv den Status eines Tätort verlor.

## Sehenswürdigkeiten
In Morjärv befindet sich eine 1929 errichtete Holzkirche. Sie entstand nach einem Entwurf des bekannten Architekten Torben Grut und wurde vollständig von der Mäzenin Lotty Bruzelius finanziert, Tochter des Unternehmers Johan Carl Kempe und Witwe des Arztes Magnus Ragnar Bruzelius.

## Söhne und Töchter des Ortes
- Anders Eldebrink (* 1960), Eishockeyspieler und -trainer
- Kenth Eldebrink (* 1955), Leichtathlet
- Urban Lindgren (* 1973), Skilangläufer